# マーラーのコンパクト性定理
数学におけるマーラーのコンパクト性定理（マーラーのコンパクトせいていり、英: Mahler's compactness theorem）は、Kurt Mahler (1946) によって証明されたユークリッド空間内の格子に関する基本的な結果で、ある意味において「有界」であるような格子の集合を特徴付けるものである。別の見方をすれば、この定理では格子がある列において退化（無限大に向かう）しうる方法について説明されている。直感的に言うと、そのようなことが起こる可能性として次の二つが考えられる：体積よりも大きい基本領域を伴って目の粗い（coarse-grained）ものになるか、あるいはより小さいベクトルを含むようになるか、である。この定理はまた、点列コンパクト性（収束部分列を選ぶことが出来る性質）の用語でかつて表現されていたため、コンパクト性定理の名付け方に関する古い慣習に従って、マーラーの選出定理（selection theorem）とも呼ばれている。
X を {\displaystyle \mathbb {R} ^{n}} 内の格子をパラメータ化する空間
{\displaystyle \mathrm {GL} _{n}(\mathbb {R} )/\mathrm {GL} _{n}(\mathbb {Z} )}
で、商位相を伴うものとする。このとき、行列の行列式の絶対値で与えられる well-defined な X 上の函数 Δ が存在する。可逆な整数行列で行列式が 1 あるいは −1 となるものが存在するため、この函数は剰余類の上では定数となる。
マーラーのコンパクト性定理：X のある部分集合 Y が相対コンパクトであるための必要十分条件は、Δ が Y 上有界であり、{\displaystyle \mathbb {R} ^{n}} 内の {0} のある近傍 N で、Y 内のすべての Λ に対して N に含まれる Λ の唯一つの格子点が 0 であるようなものが存在することである。
このマーラーの定理の主張は、任意の固定された {\displaystyle \epsilon >0} よりもシストールが大きいか等しいような {\displaystyle \mathbb {R} ^{n}} 内の単位共容積（unit-covolume）の空間のコンパクト性と同値である。
マーラーのコンパクト性定理は、マンフォードによって半単純リー代数へと一般化された。詳しくはマンフォードのコンパクト性定理を参照されたい。